# Blood & Bones
Blood & Bones (jap. 血と骨, Chi to hone, dt. Blut und Knochen) ist ein Film von Yōichi Sai aus dem Jahr 2004. Der Film basiert auf dem Roman von Yang Sogil, welcher wiederum auf einer wahren Geschichte beruht. Die DVD zum Film erschien am 6. April 2005 in Japan.

## Handlung
Mitte der 20er Jahre kommt Shun-Pei Kim aus Korea nach Osaka, um sich dort wie viele andere Koreaner eine Existenz aufzubauen. Doch trotz seines Erfolges mit einer eigenen Fischfabrik ist Shun-Pei ein egoistischer, gewalttätiger Unmensch, der sich nichts sagen lässt, so dass er von seiner Familie, seinen Arbeitern und auch in der Nachbarschaft ein gefürchteter Tyrann ist. Er kümmert sich nicht um seine Mitmenschen, auch nicht um die Kinder oder seine Frau, die er regelmäßig vergewaltigt. Die einzige Ausnahme ist die Japanerin Kiyoko, eine Witwe, für die er seine Frau verlässt, um mit ihr ein neues Leben zu beginnen. Sie ist die einzige Person, um die er sich kümmert, selbst nachdem sie einen Schlaganfall hat und körperlich wie geistig behindert ist.
Nach dem Untergang seiner Fischfabrik macht er ein Kreditbüro auf und terrorisiert diejenigen, die ihm sein Geld nicht zurückzahlen. Nebenbei wird seine ehemalige Frau krank und braucht Geld für die Behandlung. Seine Kinder bitten ihn um Hilfe, stoßen aber auf Unverständnis bei dem geizigen Shun-Pei. Seine Familie zerbricht immer mehr und als er selbst krank zusammenbricht, ist niemand da, der ihm hilft, da er selbst nie für jemanden da war. Nur sein Bruder ist noch bei ihm. Shun-Pei führt seinen Kredithandel lange Jahre weiter, und steinalt überschreibt er sein beträchtliches Vermögen dem Staat Nordkorea und stirbt eines Tages. Der Film wird aus der Perspektive seines Sohnes Masao erzählt.

## Hintergrund
Der Roman, auf dem der Film basiert, wurde von Kim Shun-Peis echtem Sohn Yang Sogil geschrieben. In einem koreanischen Lied heißt es: „Ich habe die Knochen meines Vaters und das Blut meiner Mutter …“

## Verschiedenes
Yōichi Sai bestand darauf, den Film mit Takeshi Kitano zu drehen, sodass er sogar sechs Jahre darauf wartete, bis Kitano einwilligte. Kitanos darstellerische Leistung wurde mehrfach ausgezeichnet. Diese Leistung erbrachte er trotz einer Schulterverletzung. Gleich in den ersten Drehtagen renkte sich Kitano die rechte Schulter aus, die er sich jedoch selber wieder einrenkte.

## Kritiken
„Voller Gewaltszenen, lässt das Geschehen weitgehend unbeteiligt, da die Charaktere allzu eindimensional gezeichnet sind.“

„[Sai] zeigt seinen Held und seine Taten mit einer sowohl unerbittlichen als auch absoluten Objektivität. […] In dessen Blick gibt es nichts Gruseliges […] aber auch kein Gefühl. […Sai] erspart dem Publikum nichts.“

„Shunpei Kim […] ist eine der abstoßendsten Figuren, die je eine Leinwand zierten.“

„ein eher klaustrophobischer denn ausufernder Film.“

„Kitanos Auftritt ist brillant […] zweieinhalb Stunden häuslicher Gewalt am Stück ist aber schon sehr gewöhnungsbedürftig.“

„ein epochales, meisterhaft umgesetztes Werk […] Shun-pei [ist] die einzige Figur, die so gut wie keine Entwicklung durchmacht […] Allerdings muss bei soviel Sonnenschein auch gesagt werden, dass man doch gerne erfahren würde, wieso die Hauptfigur solch ein Unmensch ist.“

„[…Sai sucht] auch gar nicht nach einem Weg, Sympathie für das Monster zu erzeugen. Selbst sein Tod […] ist wegen dieses [sic] emotionslosen Herangehensweise eine kleine Enttäuschung. […] Ernüchterung auf hohem Niveau.“

## Auszeichnungen
Japanese Academy Awards
- Beste Regie
- Beste Schauspielerin Kyoka Suzuki
- Bester Nebendarsteller Jō Odagiri
- Bestes Drehbuch Wui Sin Chong und Yoichi Sai

Kinema Junpo Awards
- Beste Regie
- Bester Schauspieler Takeshi Kitano
- Bester Nebendarsteller Jō Odagiri